# 懷特鎮區 (阿肯色州波爾克縣)
懷特鎮區（英語：White Township）是位於美國阿肯色州波爾克縣的一個行政鎮區。

## 地方資料
懷特鎮區的面積為179.54平方千米，當中陸地面積為178.38平方千米，而水域面積為1.16平方千米。根據2010年美國人口普查的數據，當地共有人口1976人，而人口密度為每平方千米11.01人。